# Варикап
Варикап (варактор) е полупроводников диод, при който се използва зависимостта на капацитета на PN прехода от обратното напрежение. Практически варикапите се използват като кондензатори, чиято стойност се променя посредством изменение на подаваното напрежение. Действието му като диод не се използва.

## Приложение
Варикапите се прилагат като настройващи елементи за промяна на приеманата честота във всички нови приемници за радио и телевизия. Използват се също в:
- схеми за умножаване и промяна на честотата;
- схеми за честотна и фазова модулация;
- в параметрични усилватели;
- схеми за управлявани с напрежение осцилатори, като част от системи автоматична фазова синхронизация (PLL) и синтезатори на честота;

## Принцип на действие
Диодът си променя бариерния капацитет на p-n прехода при промяна на напрежението при обратно включване. При варикапите това става в по-големи граници при запазване на висок качествен фактор. При липса на напрежение между p- и n-областите на диода съществува потенциална бариера и вътрешно електрическо поле. Ако към диода приложим обратно напрежение, то големината на бариерата ще се увеличи. Външното обратно напрежение отблъсква електроните от прехода в резултат на което се получава разширяване на бедната на токоносители област, което в съответствие с формулата за капацитет на плосък кондензатор води до намаляване на капацитета.